# Elezioni regionali in Francia del 2004
Le elezioni regionali in Francia del 2004 si sono tenute il 21 e 28 marzo. Le regioni chiamate al voto erano ventidue: di queste, venti sono andate alla coalizione di centro-sinistra, le altre due (Alsazia e Corsica) al centro-destra.

## Risultati per regione
Francia metropolitana 
 Alsazia 
| Candidati        | Liste       | I turno | I turno | II turno | II turno | Seggi |
| Candidati        | Liste       | Voti    | %       | Voti     | %        | Seggi |
| ---------------- | ----------- | ------- | ------- | -------- | -------- | ----- |
| Adrien Zeller    | UMP         | 225.193 | 34,06   | 299.353  | 43,56    | 27    |
| Jacques Bigot    | PS-Verdi    | 133.038 | 20,12   | 236.709  | 34,44    | 12    |
| Patrick Binder   | FN          | 122.860 | 18,58   | 151.187  | 22,00    | 8     |
| Robert Spieler   | /           | 62.253  | 9,42    |          |          |       |
| Antoine Waechter | MEI         | 48.949  | 7,40    |          |          |       |
| Alfred Wahl      | PCF-PRG-MRC | 24.692  | 3,73    |          |          |       |
| Patrick Merck    | /           | 23.540  | 3,56    |          |          |       |
| Françoise Ruch   | LCR-LO      | 20.004  | 3,03    |          |          |       |
| Pascale Grauss   | PF          | 578     | 0,09    |          |          |       |
| Totale           | Totale      | 661.107 |         | 687.249  |          | 47    |

 Aquitania 
| Candidati         | Liste        | I turno   | I turno | II turno  | II turno | Seggi |
| Candidati         | Liste        | Voti      | %       | Voti      | %        | Seggi |
| ----------------- | ------------ | --------- | ------- | --------- | -------- | ----- |
| Alain Rousset     | PS-PRG-Verdi | 516.392   | 38,42   | 769.893   | 54,87    | 57    |
| Xavier Darcos     | UMP-CNIP     | 247.232   | 18,40   | 469.386   | 33,46    | 21    |
| Jacques Colombier | FN           | 153.859   | 11,45   | 163.731   | 11,67    | 7     |
| François Bayrou   | UDF          | 215.796   | 16,06   |           |          |       |
| Jean Saint-Josse  | CPNT         | 96.925    | 7,21    |           |          |       |
| Annie Guilhamet   | PCF-MRC      | 58.485    | 4,35    |           |          |       |
| Martine Mailfert  | LCR-LO       | 55.215    | 4,11    |           |          |       |
| Totale            | Totale       | 1.343.904 |         | 1.403.010 |          | 85    |

 Alvernia 
| Candidati                | Liste   | I turno | I turno | II turno | II turno | Seggi |
| Candidati                | Liste   | Voti    | %       | Voti     | %        | Seggi |
| ------------------------ | ------- | ------- | ------- | -------- | -------- | ----- |
| Pierre-Joël Bonté        | PS      | 167.433 | 28,22   | 333.301  | 52,67    | 30    |
| André Chassaigne         | PCF     | 54.609  | 9,20    | 333.301  | 52,67    | 30    |
| Yves Gueydon             | Verdi   | 33.272  | 5,61    | 333.301  | 52,67    | 30    |
| Valéry Giscard d'Estaing | UMP-UDF | 215.921 | 36,39   | 299.483  | 47,33    | 17    |
| Louis de Condé           | FN      | 56.874  | 9,58    |          |          |       |
| Marie Savre              | LCR-LO  | 25.389  | 4,28    |          |          |       |
| Hugues Auvray            | /       | 20.498  | 3,45    |          |          |       |
| Hubert Constancias       | MEI     | 20.498  | 3,45    |          |          |       |
| Claude Jaffrès           | MNR     | 6.108   | 1,03    |          |          |       |
| Totale                   | Totale  | 593.391 |         | 632.784  |          | 47    |

 Bassa Normandia 
| Candidati           | Liste      | I turno | I turno | II turno | II turno | Seggi |
| Candidati           | Liste      | Voti    | %       | Voti     | %        | Seggi |
| ------------------- | ---------- | ------- | ------- | -------- | -------- | ----- |
| Philippe Duron      | PS-PCF-MRC | 143.095 | 23,91   | 297.279  | 46,22    | 28    |
| René Garrec         | UMP-MPF    | 172.050 | 28,74   | 257.352  | 40,01    | 14    |
| Philippe Augier     | UDF        | 55.436  | 9,26    | 257.352  | 40,01    | 14    |
| Fernand Le Rachinel | FN         | 83.742  | 13,99   | 88.618   | 13,78    | 5     |
| Alain Tourret       | PRG-Verdi  | 50.105  | 8,37    |          |          |       |
| Didier Vergy        | CPNT       | 31.376  | 5,24    |          |          |       |
| Christine Coulon    | LCR-LO     | 28.888  | 4,83    |          |          |       |
| Jérémy Folly        | /          | 17.586  | 2,94    |          |          |       |
| Etienne Adam        | /          | 16.268  | 2,72    |          |          |       |
| Totale              | Totale     | 598.546 |         | 643.249  |          | 47    |

 Borgogna 
| Candidati                 | Liste            | I turno | I turno | II turno | II turno | Seggi |
| Candidati                 | Liste            | Voti    | %       | Voti     | %        | Seggi |
| ------------------------- | ---------------- | ------- | ------- | -------- | -------- | ----- |
| François Patriat          | PS-PCF-PRG-Verdi | 240.445 | 36,01   | 369.288  | 52,49    | 37    |
| Jean-Pierre Soisson       | UMP              | 145.428 | 21,78   | 226.148  | 32,14    | 14    |
| Pierre Jaboulet-Vercherre | FN               | 105.270 | 15,77   | 108.133  | 15,37    | 6     |
| François Sauvadet         | UDF              | 88.674  | 12,98   |          |          |       |
| Julien Gonzalez           | MEI              | 34.810  | 5,21    |          |          |       |
| Jacqueline Lambert        | LCR-LO           | 26.191  | 3,92    |          |          |       |
| Joël Mekhantar            | MRC              | 17.213  | 2,58    |          |          |       |
| Claude Moreau             | MNR              | 11.701  | 1,75    |          |          |       |
| Totale                    | Totale           | 669.732 |         | 703.569  |          | 57    |

 Bretagna 
| Candidati          | Liste      | I turno   | I turno | II turno  | II turno | Seggi |
| Candidati          | Liste      | Voti      | %       | Voti      | %        | Seggi |
| ------------------ | ---------- | --------- | ------- | --------- | -------- | ----- |
| Jean-Yves Le Drian | PS-PCF-PRG | 521.980   | 38,48   | 841.004   | 58,79    | 58    |
| Josselin de Rohan  | UMP        | 347.221   | 25,60   | 589.625   | 41,21    | 25    |
| Bruno Joncour      | UDF        | 150.050   | 11,06   |           |          |       |
| Pascale Loget      | Verdi      | 131.521   | 9,70    |           |          |       |
| Brigitte Neveux    | FN         | 114.883   | 8,47    |           |          |       |
| Françoise Dubu     | LCR-LO     | 64.805    | 4,78    |           |          |       |
| Lionel David       | MNR        | 25.992    | 1,92    |           |          |       |
| Totale             | Totale     | 1.356.460 |         | 1.430.611 |          | 83    |

 Centro 
| Candidati              | Liste                | I turno | I turno | II turno  | II turno | Seggi |
| Candidati              | Liste                | Voti    | %       | Voti      | %        | Seggi |
| ---------------------- | -------------------- | ------- | ------- | --------- | -------- | ----- |
| Michel Sapin           | PS-PCF-PRG-Verdi-MRC | 378.235 | 38,15   | 517.990   | 49,15    | 48    |
| Serge Vinçon           | UMP-MPF              | 205.262 | 20,71   | 362.373   | 34,39    | 20    |
| Jacqueline Gourault    | UDF                  | 135.779 | 13,70   | 362.373   | 34,39    | 20    |
| Jean Verdon            | FN                   | 173.651 | 17,52   | 173.463   | 16,46    | 9     |
| Jean-Jacques Prodhomme | LCR-LO               | 55.640  | 5,61    |           |          |       |
| François Caré          | CPNT                 | 42.793  | 4,32    |           |          |       |
| Totale                 | Totale               | 991.360 |         | 1.053.826 |          | 77    |

 Champagne-Ardenne 
| Candidati           | Liste                | I turno | I turno | II turno | II turno | Seggi |
| Candidati           | Liste                | Voti    | %       | Voti     | %        | Seggi |
| ------------------- | -------------------- | ------- | ------- | -------- | -------- | ----- |
| Jean-Paul Bachy     | PS-PCF-PRG-Verdi-MRC | 141.099 | 27,94   | 228.569  | 41,88    | 28    |
| Jean-Claude Etienne | UMP-MPF              | 134.640 | 26,66   | 217.424  | 39,84    | 18    |
| Charles de Courson  | UDF                  | 56.110  | 11,11   | 217.424  | 39,84    | 18    |
| Bruno Subtil        | FN                   | 99.592  | 19,72   | 99.728   | 18,27    | 6     |
| Marie-Angèle Klaine | Verdi                | 37.937  | 7,51    |          |          |       |
| Thomas Rose         | LCR-LO               | 25.247  | 5,00    |          |          |       |
| Jacques Gaillard    | MNR                  | 10.360  | 2,05    |          |          |       |
| Totale              | Totale               | 504.985 |         | 545.721  |          | 42    |

 Corsica 
| Candidati                | Liste  | I turno | I turno | II turno | II turno | Seggi |
| Candidati                | Liste  | Voti    | %       | Voti     | %        | Seggi |
| ------------------------ | ------ | ------- | ------- | -------- | -------- | ----- |
| Camille de Rocca-Serra   | UMP    | 20.155  | 14,59   | 35.628   | 25,05    | 15    |
| Emile Zuccarelli         | PRG    | 17.906  | 12,96   | 26.434   | 18,59    | 9     |
| Edmond Simeoni           | PNC    | 16.772  | 12,14   | 24.652   | 17,34    | 8     |
| Paul Giacobbi            | /      | 14.477  | 10,48   | 21.562   | 15,16    | 7     |
| Dominique Bucchini       | PCF    | 9.147   | 6,62    | 11.811   | 8,31     | 4     |
| Jose Rossi               | /      | 8.804   | 6,37    | 11.094   | 7,80     | 4     |
| Simon Renucci            | /      | 8.018   | 5,8     | 11.025   | 7,75     | 4     |
| Dominique Marinelli      | FN     | 6.181   | 4,47    |          |          |       |
| Toussaint Luciani        | /      | 6.055   | 4,38    |          |          |       |
| Pierre-Philippe Ceccaldi | /      | 5.637   | 4,08    |          |          |       |
| Jérôme Polverini         | /      | 4.568   | 3,31    |          |          |       |
| Jean-Louis Albertini     | /      | 4.429   | 3,21    |          |          |       |
| Jean-Louis Luciani       | /      | 3.860   | 2,79    |          |          |       |
| Paul-Félix Benedetti     | /      | 3.021   | 2,19    |          |          |       |
| Jean-Luc Chiappini       | /      | 2.612   | 1,89    |          |          |       |
| J.Marc Ciabrini          | PS     | 2.541   | 1,84    |          |          |       |
| Marie-Louis Ottavi       | UDF    | 2.109   | 1,53    |          |          |       |
| Vincent Carlotti         | /      | 1.097   | 0,79    |          |          |       |
| Serge Vandepoorte        | /      | 800     | 0,58    |          |          |       |
| Totale                   | Totale | 138.189 |         | 142.206  |          | 51    |

 Franca Contea 
| Candidati               | Liste       | I turno | I turno | II turno | II turno | Seggi |
| Candidati               | Liste       | Voti    | %       | Voti     | %        | Seggi |
| ----------------------- | ----------- | ------- | ------- | -------- | -------- | ----- |
| Raymond Forni           | PS-Verdi    | 146.553 | 31,28   | 240.551  | 46,79    | 26    |
| Jean-François Humbert   | UMP         | 116.354 | 24,84   | 185.761  | 36,13    | 12    |
| Sophie Montel           | FN          | 87.498  | 18,68   | 87.766   | 17,07    | 5     |
| Gérard Faivre           | UDF         | 36.029  | 7,69    |          |          |       |
| Jacques Lancon          | MEI         | 26.447  | 5,65    |          |          |       |
| Christian Driano        | LCR-LO      | 22.059  | 4,71    |          |          |       |
| Evelyne Ternant         | PCF-PRG-MRC | 19.577  | 4,18    |          |          |       |
| Marie-France Ligney     | MNR         | 6.914   | 1,48    |          |          |       |
| Hervée de Lafond        | /           | 5.884   | 1,25    |          |          |       |
| Jean-Philippe Allenbach | PF          | 1.154   | 0,25    |          |          |       |
| Totale                  | Totale      | 468.469 |         | 514.078  |          | 43    |

 Alta Normandia 
| Candidati                    | Liste            | I turno | I turno | II turno | II turno | Seggi |
| Candidati                    | Liste            | Voti    | %       | Voti     | %        | Seggi |
| ---------------------------- | ---------------- | ------- | ------- | -------- | -------- | ----- |
| Alain Le Vern                | PS-PCF-PRG-Verdi | 281.314 | 38,86   | 408.163  | 52,69    | 36    |
| Antoine Rufenacht            | UMP-MPF          | 153.089 | 21,15   | 253.480  | 32,72    | 13    |
| Hervé Morin                  | UDF              | 90.505  | 12,50   | 253.480  | 32,72    | 13    |
| Dominique Chaboche           | FN               | 115.183 | 15,91   | 113.013  | 14,59    | 6     |
| Christine Poupin             | LCR-LO           | 40.434  | 5,59    |          |          |       |
| Bernard Frau                 | MEI-GE           | 30.202  | 4,17    |          |          |       |
| Philippe Foucher-Saillenfest | MNR              | 13.124  | 1,81    |          |          |       |
| Totale                       | Totale           | 723.851 |         | 774.656  |          | 55    |

 Île-de-France 
| Candidati           | Liste            | I turno   | I turno | II turno  | II turno | Seggi |
| Candidati           | Liste            | Voti      | %       | Voti      | %        | Seggi |
| ------------------- | ---------------- | --------- | ------- | --------- | -------- | ----- |
| Jean-Paul Huchon    | PS-MRC-PRG-Verdi | 1.170.453 | 31,95   | 1.923.139 | 49,16    | 130   |
| Marie-George Buffet | PCF              | 263.915   | 7,20    | 1.923.139 | 49,16    | 130   |
| Jean-François Copé  | UMP-MPF-CNIP     | 908.265   | 24,79   | 1.592.988 | 40,72    | 64    |
| André Santini       | UDF              | 590.542   | 16,12   | 1.592.988 | 40,72    | 64    |
| Marine Le Pen       | FN               | 448.983   | 12,26   | 395.516   | 10,11    | 15    |
| Arlette Laguiller   | LO-LCR           | 146.153   | 3,99    |           |          |       |
| Carine Pelegrin     | GE-PF            | 91.875    | 2,51    |           |          |       |
| Nicolas Bay         | MNR              | 43.171    | 1,18    |           |          |       |
| Totale              | Totale           | 3.663.357 |         | 3.911.643 |          | 209   |

 Linguadoca-Rossiglione 
| Candidati        | Liste            | I turno   | I turno | II turno  | II turno | Seggi |
| Candidati        | Liste            | Voti      | %       | Voti      | %        | Seggi |
| ---------------- | ---------------- | --------- | ------- | --------- | -------- | ----- |
| Georges Frêche   | PS-MRC-PRG-Verdi | 387.214   | 36,32   | 578.785   | 51,22    | 43    |
| Jacques Blanc    | UMP              | 258.287   | 24,23   | 258.287   | 33,10    | 16    |
| Marc Dufour      | UDF              | 60.822    | 5,71    | 258.287   | 33,10    | 16    |
| Alain Jamet      | FN               | 183.031   | 17,17   | 177.074   | 15,67    | 8     |
| Alain Esclope    | CPNT             | 53.317    | 5,00    |           |          |       |
| Georges Fandos   | /                | 51.089    | 4,79    |           |          |       |
| David Hermet     | LO-LCR           | 50.065    | 4,70    |           |          |       |
| Christian Lacour | /                | 13.538    | 1,27    |           |          |       |
| Elisabeth Pascal | MNR              | 8.627     | 0,81    |           |          |       |
| Totale           | Totale           | 1.065.990 |         | 1.129.911 |          | 67    |

 Limosino 
| Candidati             | Liste      | I turno | I turno | II turno | II turno | Seggi |
| Candidati             | Liste      | Voti    | %       | Voti     | %        | Seggi |
| --------------------- | ---------- | ------- | ------- | -------- | -------- | ----- |
| Jean-Paul Denanot     | PS-PCF-PRG | 140.217 | 41,14   | 215.624  | 62,02    | 31    |
| Jean-Claude Deschamps | UDF        | 28.169  | 8,26    | 215.624  | 62,02    | 31    |
| Raymond Archer        | UMP        | 79.531  | 23,33   | 132.049  | 37,98    | 12    |
| Patricia Gibeau       | FN         | 31.736  | 9,31    | 132.049  | 37,98    | 12    |
| Stéphane Lajaumont    | LO-LCR     | 22.529  | 6,61    |          |          |       |
| Jean-Bernard Damiens  | Verdi      | 20.531  | 6,02    |          |          |       |
| Jean-Louis Hironde    | CPNT       | 18.133  | 5,32    |          |          |       |
| Totale                | Totale     | 340.846 |         | 347.673  |          | 43    |

 Lorena 
| Candidati            | Liste        | I turno | I turno | II turno | II turno | Seggi |
| Candidati            | Liste        | Voti    | %       | Voti     | %        | Seggi |
| -------------------- | ------------ | ------- | ------- | -------- | -------- | ----- |
| Jean-Pierre Masseret | PS-PCF-Verdi | 253.626 | 29,22   | 457.367  | 48,51    | 45    |
| Gérard Longuet       | UMP          | 192.157 | 22,14   | 322.558  | 34,21    | 19    |
| Nathalie Griesbeck   | UDF          | 75.609  | 8,71    | 322.558  | 34,21    | 19    |
| Thierry Gourlot      | FN           | 152.660 | 17,59   | 162.820  | 17,27    | 9     |
| Jean-Louis Masson    | MPF          | 58.080  | 6,69    |          |          |       |
| Christiane Nimsgern  | LO-LCR       | 40.688  | 4,69    |          |          |       |
| Daniel Delrez        | PRG-MRC      | 40.684  | 4,69    |          |          |       |
| Eric Lemaitre        | MEI          | 37.244  | 4,29    |          |          |       |
| Annick Martin        | MNR          | 17.344  | 1,98    |          |          |       |
| Totale               | Totale       | 868.092 |         | 942.745  |          | 73    |

 Mezzogiorno-Pirenei 
| Candidati            | Liste      | I turno   | I turno | II turno  | II turno | Seggi |
| Candidati            | Liste      | Voti      | %       | Voti      | %        | Seggi |
| -------------------- | ---------- | --------- | ------- | --------- | -------- | ----- |
| Martin Malvy         | PS-PCF-PRG | 497.714   | 41,39   | 712.233   | 57,50    | 52    |
| Jacques Godfrain     | UMP-CNIP   | 228.449   | 19,00   | 376.915   | 30,43    | 21    |
| Michel Valdiguié     | UDF-MPF    | 122.033   | 10,15   | 376.915   | 30,43    | 21    |
| Louis Aliot          | FN         | 141.598   | 11,78   | 149.417   | 12,06    | 8     |
| Jean-Pierre Bataille | Verdi      | 96.983    | 8,07    |           |          |       |
| Lucien Sanchez       | LO-LCR     | 58.662    | 4,88    |           |          |       |
| Christiane Autigeon  | CPNT       | 57.053    | 4,74    |           |          |       |
| Totale               | Totale     | 1.202.492 |         | 1.238.565 |          | 81    |

 Nord-Passo di Calais 
| Candidati           | Liste    | I turno   | I turno | II turno  | II turno | Seggi |
| Candidati           | Liste    | Voti      | %       | Voti      | %        | Seggi |
| ------------------- | -------- | --------- | ------- | --------- | -------- | ----- |
| Daniel Percheron    | PS-PRG   | 484.798   | 29,89   | 883.885   | 51,84    | 57    |
| Alain Bocquet       | PCF      | 173.200   | 10,68   | 883.885   | 51,84    | 57    |
| Jean-François Caron | Verdi    | 101.808   | 6,28    | 883.885   | 51,84    | 57    |
| Jean-Paul Delevoye  | UMP-CNIP | 280.102   | 17,27   | 484.817   | 28,43    | 24    |
| Valérie Létard      | UDF      | 129.827   | 8,01    | 484.817   | 28,43    | 24    |
| Carl Lang           | FN       | 290.908   | 17,94   | 336.434   | 19,73    | 16    |
| Nicole Baudrin      | LO-LCR   | 82.868    | 5,11    |           |          |       |
| Henri Bailleul      | MEI      | 33.230    | 2,05    |           |          |       |
| Georges Hien        | /        | 25.433    | 1,57    |           |          |       |
| Yann Phelippeau     | MNR      | 19.551    | 1,21    |           |          |       |
| Jean-Marc Maurice   | /        | 11        | 0,00    |           |          |       |
| Totale              | Totale   | 1.621.736 |         | 1.705.136 |          | 97    |

 Paesi della Loira 
| Candidati        | Liste            | I turno   | I turno | II turno  | II turno | Seggi |
| Candidati        | Liste            | Voti      | %       | Voti      | %        | Seggi |
| ---------------- | ---------------- | --------- | ------- | --------- | -------- | ----- |
| Jacques Auxiette | PS-PRG-PCF-Verdi | 518.475   | 37,20   | 762.618   | 52,36    | 60    |
| François Fillon  | UMP-CNIP-MPF     | 450.560   | 32,33   | 693.993   | 47,64    | 33    |
| Jean Arthuis     | UDF              | 169.252   | 12,14   | 693.993   | 47,64    | 33    |
| Samuel Maréchal  | FN               | 135.390   | 9,71    |           |          |       |
| Yves Chèere      | LO-LCR           | 84.567    | 6,07    |           |          |       |
| Paul Petitdidier | MNR              | 35.475    | 2,55    |           |          |       |
| Totale           | Totale           | 1.393.719 |         | 1.456.611 |          | 93    |

 Piccardia 
| Candidati        | Liste            | I turno | I turno | II turno | II turno | Seggi |
| Candidati        | Liste            | Voti    | %       | Voti     | %        | Seggi |
| ---------------- | ---------------- | ------- | ------- | -------- | -------- | ----- |
| Claude Gewerc    | PS-PRG-Verdi     | 210.338 | 27,24   | 379.663  | 45,47    | 34    |
| Maxime Gremetz   | PCF              | 83.282  | 10,86   | 379.663  | 45,47    | 34    |
| Gilles de Robien | UDF-UMP-CNIP-MPF | 247.425 | 32,26   | 299.518  | 35,87    | 15    |
| Michel Guiniot   | FN               | 175.940 | 22,94   | 155.858  | 18,66    | 8     |
| Roland Szpirko   | LO-LCR           | 49.995  | 6,52    |          |          |       |
| Totale           | Totale           | 766.980 |         | 835.039  |          | 57    |

 Poitou-Charentes 
| Candidati              | Liste            | I turno | I turno | II turno | II turno | Seggi |
| Candidati              | Liste            | Voti    | %       | Voti     | %        | Seggi |
| ---------------------- | ---------------- | ------- | ------- | -------- | -------- | ----- |
| Ségolène Royal         | PS-PRG-PCF-Verdi | 350.466 | 46,29   | 448.950  | 55,10    | 37    |
| Élisabeth Morin        | UMP-UDF-MPF      | 249.373 | 32,93   | 294.959  | 36,20    | 15    |
| Jean-Romée Charbonneau | FN               | 79.484  | 10,50   | 70.898   | 8,70     | 3     |
| Gérard Fontenay        | CPNT             | 43.645  | 5,76    |          |          |       |
| Claude Quemar          | LO-LCR           | 34.221  | 4,52    |          |          |       |
| Totale                 | Totale           | 757.189 |         | 814.807  |          | 55    |

 Provenza-Alpi-Costa Azzurra 
| Candidati              | Liste            | I turno   | I turno | II turno  | II turno | Seggi |
| Candidati              | Liste            | Voti      | %       | Voti      | %        | Seggi |
| ---------------------- | ---------------- | --------- | ------- | --------- | -------- | ----- |
| Michel Vauzelle        | PS-PRG-PCF-Verdi | 633.339   | 35,01   | 881.350   | 45,18    | 73    |
| Renaud Muselier        | UMP-UDF          | 472.036   | 26,09   | 659.592   | 33,81    | 31    |
| Guy Macary             | FN               | 415.171   | 22,95   | 409.786   | 21,01    | 19    |
| Aline Vidal-Daumas     | CPNT             | 53.782    | 2,97    |           |          |       |
| Alain Vauzelle         | MNR              | 53.251    | 2,94    |           |          |       |
| Patrice Miran          | MEI              | 51.543    | 2,85    |           |          |       |
| Samuel Joshua          | LO-LCR           | 48.680    | 2,69    |           |          |       |
| Philippe Sanmarco      | /                | 28.317    | 1,57    |           |          |       |
| Alain Persia           | /                | 19.550    | 1,08    |           |          |       |
| Jean-Marie Mure-Ravaud | /                | 19.078    | 1,05    |           |          |       |
| Abel Djerari           | /                | 7.021     | 0,39    |           |          |       |
| Jérôme de Rocquigny    | /                | 7.014     | 0,39    |           |          |       |
| Franck Vidal           | /                | 157       | 0,01    |           |          |       |
| Totale                 | Totale           | 1.808.939 |         | 1.950.728 |          | 123   |

 Rodano-Alpi 
| Candidati            | Liste      | I turno   | I turno | II turno  | II turno | Seggi |
| Candidati            | Liste      | Voti      | %       | Voti      | %        | Seggi |
| -------------------- | ---------- | --------- | ------- | --------- | -------- | ----- |
| Jean-Jack Queyranne  | PS-PRG-PCF | 688.718   | 32,19   | 1.083.755 | 46,52    | 94    |
| Gérard Leras         | Verdi      | 215.783   | 10,09   | 1.083.755 | 46,52    | 94    |
| Anne-Marie Comparini | UDF-UMP    | 667.856   | 31,22   | 889.815   | 38,20    | 45    |
| Bruno Gollnisch      | FN         | 389.565   | 18,21   | 355.864   | 15,28    | 18    |
| Roseline Vachetta    | LO-LCR     | 95.524    | 4,47    |           |          |       |
| Patrick Bertrand     | /          | 46.611    | 2,18    |           |          |       |
| Norbert Chetail      | MNR        | 35.310    | 1,65    |           |          |       |
| Totale               | Totale     | 2.139.367 |         | 2.329.434 |          | 157   |

 Regioni d'oltremare 
 Guadalupa 
| Candidati              | Liste                               | I turno | I turno | II turno | II turno | Seggi |
| Candidati              | Liste                               | Voti    | %       | Voti     | %        | Seggi |
| ---------------------- | ----------------------------------- | ------- | ------- | -------- | -------- | ----- |
| Victorin Lurel         | PS-PPDG-GUSR                        | 65.962  | 44,29   | 100.886  | 58,37    | 29    |
| Lucette Michaux-Chevry | UMP-OG                              | 56.024  | 37,62   | 71.940   | 41,63    | 12    |
| Daniel Marsin          | PS (fuoriusciti)-PPDG (fuoriusciti) | 8.158   | 5,48    |          |          |       |
| Ary Broussillon        | MMDP-PCG-UPLG/MG-GR                 | 5.874   | 3,94    |          |          |       |
| Harry Durimel          | I Verdi                             | 4.307   | 2,89    |          |          |       |
| Octavie Losio          | DVG                                 | 3.085   | 2,07    |          |          |       |
| Juliette Nubret        | DVD                                 | 2.302   | 1,55    |          |          |       |
| Jean-Marie Nomertin    | CO-LO                               | 1.759   | 1,18    |          |          |       |
| Gérard Lauriette       | /                                   | 1.458   | 0.98    |          |          |       |
| Totale                 | Totale                              | 148.659 |         | 172.826  |          | 41    |

 Guyana francese 
| Candidati                  | Liste       | I turno | I turno | II turno | II turno | Seggi |
| Candidati                  | Liste       | Voti    | %       | Voti     | %        | Seggi |
| -------------------------- | ----------- | ------- | ------- | -------- | -------- | ----- |
| Léon Bertrand              | UMP         | 6.381   | 24,32   | 9.650    | 31,58    | 7     |
| Antoine Karam              | PSG         | 5.936   | 22,45   | 11.380   | 37,24    | 17    |
| Georges Othily             | FDG         | 5.170   | 19,31   | 9.529    | 31,18    | 7     |
| Christiane Taubira         | Walwari-PRG | 4.822   | 17.98   | 9.529    | 31,18    | 7     |
| Maurice Pindard            | MDES        | 1.687   | 6,55    |          |          |       |
| Brigitte Wyngaarde         | I Verdi     | 1.269   | 2,58    |          |          |       |
| Gladys Robin               | /           | 696     | 2,58    |          |          |       |
| Léon Jean-Baptiste-Edouard | PS          | 522     | 1,96    |          |          |       |
| Totale                     | Totale      | 26.483  |         | 30.559   |          | 31    |

 Martinica 
| Candidati                | Liste             | I turno | I turno | II turno | II turno | Seggi |
| Candidati                | Liste             | Voti    | %       | Voti     | %        | Seggi |
| ------------------------ | ----------------- | ------- | ------- | -------- | -------- | ----- |
| Alfred Marie-Jeanne      | MIM               | 46.006  | 37,29   | 74.860   | 53,76    | 28    |
| Madeleine de Grandmaison | RDM-PPM           | 23.232  | 17,20   | 43.170   | 31,00    | 9     |
| Pierre Samot             | BPM-FSM           | 19.994  | 16,21   | 43.170   | 31,00    | 9     |
| Miguel Laventure         | FMP               | 17.177  | 13,92   | 21.227   | 15.24    | 4     |
| Pierre Petit             | OO                | 8.367   | 6,79    |          |          |       |
| Jean Crusol              | FSM (fuoriusciti) | 5.864   | 4,75    |          |          |       |
| Ghislaine Joachim-Arnaud | CO-LO-GRS         | 3.866   | 3,12    |          |          |       |
| Max Auguste Dufrénot     | Regionalisti      | 900     | 0,73    |          |          |       |
| Totale                   | Totale            | 125.406 |         | 139.257  |          | 41    |

 Riunione 
| Candidati           | Liste        | I turno | I turno | II turno | II turno | Seggi |
| Candidati           | Liste        | Voti    | %       | Voti     | %        | Seggi |
| ------------------- | ------------ | ------- | ------- | -------- | -------- | ----- |
| Paul Vergès         | PCR          | 94.531  | 34,48   | 135.706  | 44,85    | 27    |
| Alain Bénard        | UDF-UMP      | 70.375  | 25,67   | 99.315   | 32,82    | 11    |
| Michel Vergoz       | PS           | 43.625  | 15,91   | 67.570   | 22,33    | 7     |
| Nadia Ramassamy     | DVD          | 16.625  | 6,06    |          |          |       |
| Edmond Lauret       | DVD          | 9.818   | 3,58    |          |          |       |
| Gilbert Gerard      | /            | 5.849   | 2,13    |          |          |       |
| Daniel Jatob        | /            | 4.761   | 1,74    |          |          |       |
| Albert Ramassamy    | DVD          | 4.761   | 1,74    |          |          |       |
| Lubin Budel         | /            | 4.696   | 1,71    |          |          |       |
| Jean-Yves Payet     | LO-MARON     | 4.249   | 1,46    |          |          |       |
| Georges Arthiman    | DVG          | 4.015   | 1,46    |          |          |       |
| Vincent Defaud      | Regionalisti | 3.738   | 1,36    |          |          |       |
| Marie-Claude Lawwai | /            | 2.469   | 1,01    |          |          |       |
| Giraud Payet        | /            | 2.402   | 0,88    |          |          |       |
| Joseph Boyer        | Regionalisti | 1.925   | 0,70    |          |          |       |
| Totale              | Totale       | 271.437 |         | 302591   |          | 45    |